# 蓬田紀枝子
蓬田 紀枝子（よもぎた きえこ、1930年（昭和5年）2月1日 - ）は、日本の俳人。宮城県仙台市生まれ。俳人協会顧問、日本現代詩歌文学館評議員、日本文藝家協会会員。

## 経歴
昭和5年、宮城県仙台市生まれ。
昭和20年、阿部みどり女に師事、「駒草」入門。
平成6年、「駒草」二代目主宰八木澤高原逝去に伴い主宰継承。
平成12年、第14回俳人協会評論賞（『俳人阿部みどり女ノート「葉柳に…」』）。
平成15年、「駒草」主宰引退（以後顧問）。
令和2年、第19回俳句四季大賞（句集『黒き蝶』）。みどり女の「目が三分、心が七分」の写生を受け継ぎ、日常の自然を詠む。

## 著作

### 句集
- 『野茨』（1974年、駒草発行所）宮城県芸術選奨
- 『自註現代俳句シリーズ　蓬田紀枝子集』（1975年、俳人協会）
- 『一文字』（1987年、富士見書房）
- 『青山椒』（1995年、富士見書房）
- 『はんてんぼく』（2006年、角川書店）
- 『黒き蝶』（2019年、朔出版）俳句四季大賞

### 評伝
- 『俳人阿部みどり女ノート「葉柳に…」』（1999年、私家版）俳人協会評論賞
- 『脚注名句シリーズ　阿部みどり女集』（2012年、俳人協会）

### 作品
- 濡髪へ寒夜の汽車を通しやる（『野茨』）
- 冬暁の灰皿きのふからきれい（『野茨』）
- 寒暮少し夕焼け母に還らねば（『野茨』）
- ことごとく枯れて仁王の眼を残す（『一文字』）
- 梅雨畳蟻の魂のみ走る（『一文字』）
- 雪止んで星一粒を送り出す（『青山椒』）
- 朝涼や浸して五指の上の水（『青山椒』）
- 大ざくら夏をしだるる葉陰かな（『青山椒』）
- 赤松の赤を覚まして牡丹雪（『はんてんぼく』）
- 海鼠切り大海の水流れ出づ（『はんてんぼく』）
- 元旦の雪あをあをと畳まるる（『黒き蝶』）
- 失つてしまへば兄に積もる雪（『黒き蝶』）

### 句碑
- 仙台市野草園に「はんてんぼく今は芽吹きの大樹かな」の句碑がある[3]。